# Гідрогеологія Саудівської Аравії
Гідрогеологія Саудівської Аравії. 
Для підземних вод країни загалом характерна інверсійна гідрохімічна зональність, зумовлена специфікою клімату. 
У верхній частині розрізу води солонуваті і солоні, особливо вздовж узбережжя Перської затоки. Нижче поширені прісні і солонуваті води, які з глибиною переходять у розсоли. Мінералізація глибоких пластових вод до 150 г/л, склад Cl--Са2+-Na+, температура до 100 °C. 
Запаси прісних і солонуватих вод оцінюються в 1,21·106 млн м³. 
На сході країни основні водні ресурси пов'язані з палеогеновими і неоген-еоценовими вапняками. Води палеогенового комплексу прісні і солонуваті, мінералізація — 0,5-6 г/л, склад HCO3--Са2+; SO42--Cl--Са2+-Na+. Дебіти свердловин 5-6 л/с, сумарний водовідбір 2.8·107 м³/рік. Склад вод неоген-еоценового комплексу SO42--Са2+-Mg2+ і SO42--Са2+-Na+; мінералізація 1-4 г/л, максимальні дебіти свердловин в зонах тріщинуватості до 230 л/с. 
На півночі і північному заході основні ресурси прісних вод пов'язані з ордовик-силурійськими і кембрійськими горизонтами пісковиків. Максимальні дебіти свердловин до 80 л/с, мінералізація 0,6-1,0 г/л. 
У південних районах головне значення мають води пермського горизонту пісковиків з дебітом свердловин до 76 л/с, мінералізація 0,45-0,9 г/л. У районі Нубійсько-Аравійського щита підземні води утворюють скупчення в зоні екзогенної тріщинуватості, дебіти колодязів 0,1-2,0 л/с, мінералізація 0,5-6,0 г/л, склад різний. 
Великі ресурси вод пов'язані з пліоцен-четвертинними алювіально-пролювіальними відкладами систем ваді. На схід від гір Тувайк вони оцінюються в 2,2·108 м³/рік. Дебіти колодязів і свердловин 0,5-10 л/с, мінералізація 0,5-10 г/л, склад HCO3−2-SO42--Са2+-Na+.  